# Hans Christian Bernat
Hans Christian Bernat (født 13. november 2000) er en dansk professionel fodboldspiller, der spiller som målmand for tyske Karlsruher SC.

## Klubkarriere

### OB

#### Den tidlige karriere
Bernat startede sin karriere for hans lokale klubber på Fyn, Morud IF og Næsby Boldklub, mens han gik i elitesportsklasse på Provstegaardskolen i Bolbro, inden han flyttede til Fyns største klub, OB. Han skiftede til FC Nordsjællands akademi i januar 2016, men vendte tilbage til OB et halvt år efter, hvor han skrev under på en treårig ungdomskontrakt. Bernat kom videre gennem ungdomssystemet og kom til prøvetræninger med to Premier League- klubber; Brighton & Hove Albion i 2017 og Manchester United i august 2018. Til sidst fortsatte han med at spille for OB og underskrev sin første professionelle kontrakt. Det var en to-årig aftale med klubben den 16. marts 2019, da han også blev rykket op til førsteholdstruppen.  Bernat underskrev endnu en kontraktforlængelse den 29. december 2019, hvilket sikrede at han forblev en del af klubben indtil 2024.

#### Førsteholdet
Bernat fik sin professionelle debut den 8. juli 2020. Det var dem sidste kamp i sæsonen 2019-20. Han startede også en kamp mod Silkeborg. I den efterfølgende sæson brugte klubben ham som reservemålmand, og derfor fik han kun tre førsteholdskampe. Men i løbet af 2021-22 sæsonen blev han førstemålmand fra den syvende kampdag og fremefter. Gennem den ordinære sæson og nedrykningsrunden spillede han tilsammen i alt 26 kampe.
Bernat mistede sin startplads i sæsonen 2022-23, men vendte tilbage til startopstillingen efter Martin Hansens skade i marts 2023. I den følgende sæson fik han igen rollen som førstemålmand på grund af endnu en skade hos Hansen i oktober 2023. Han viste imponerende præstationer i efteråret.